# Campeonato Africano de Voleibol Femenino Sub-18 de 2013
La X edición del Campeonato Africano de Voleibol Femenino Sub-18 se llevó a cabo en Egipto del 25 al 27 de marzo. Los equipos nacionales compitieron por tres cupos para el Campeonato Mundial de Voleibol Femenino Sub-18 de 2013 a realizarse en Tailandia.  

## Equipos participantes
- Argelia
- Egipto
- Ruanda
- Túnez

## Grupo

### Resultados
| Fecha    | Encuentro        | Resultado | Set   | Set   | Set   | Set   | Set | Puntuación total |
| Fecha    | Encuentro        | Resultado | 1     | 2     | 3     | 4     | 5   | Puntuación total |
| -------- | ---------------- | --------- | ----- | ----- | ----- | ----- | --- | ---------------- |
| 25-03-13 | Argelia - Ruanda | 3-1       | 25-18 | 25-15 | 15-25 | 25-19 |     | 90-77            |
| 25-03-13 | Egipto - Túnez   | 3-0       | 25-13 | 25-16 | 25-16 |       |     | 75-45            |
| 26-03-13 | Argelia - Túnez  | 1-3       | 16-25 | 18-25 | 25-14 | 14-25 |     | 73-89            |
| 26-03-13 | Egipto - Ruanda  | 3-0       | 25-16 | 25-16 | 25-17 |       |     | 75-49            |
| 27-03-13 | Túnez - Ruanda   | 3-0       | 25-21 | 25-15 | 25-15 |       |     | 75-51            |
| 27-03-13 | Argelia - Egipto | 0-3       | 23-25 | 19-25 | 16-25 |       |     | 58-75            |

### Clasificación
| Pos | Equipo  | PJ | PG | PP | SG | SP | PTS |
| --- | ------- | -- | -- | -- | -- | -- | --- |
| 1   | Egipto  | 3  | 3  | 0  | 9  | 0  | 9   |
| 2   | Túnez   | 3  | 2  | 1  | 6  | 4  | 6   |
| 3   | Argelia | 3  | 1  | 2  | 4  | 7  | 3   |
| 4   | Ruanda  | 3  | 0  | 3  | 1  | 9  | 0   |

## Distinciones individuales
| Distinción      | Nombre               | Equipo  |
| --------------- | -------------------- | ------- |
| MVP             | Aya Khalid           | Egipto  |
| Mejor ataque    | Sarah Hanafy         | Egipto  |
| Mejor bloqueo   | Heidi Kandel         | Egipto  |
| Mejor servicio  | Jihen Mohamed        | Túnez   |
| Mejor armadora  | Selma Benmansour     | Argelia |
| Mejor recepción | Deborah Impanoyimana | Ruanda  |
| Mejor líbero    | Ryahana Miloud       | Argelia |

| Predecesor: Egipto 2011 | Campeonato Africano de Voleibol Femenino Sub-20 Egipto 2013 | Sucesor: No se ha anunciado |